# Edmé-Casimir de Croizier
Pour les articles homonymes, voir Croizier.
Edmé-Casimir de Croizier (1846-1921) est un explorateur français.

## Œuvres
- La Perse et les Persans, 1873
- L’Art khmer, 1875
- Les Explorateurs du Cambodge, 1878
- Histoire de l’architecture cambodgienne d’après James Fergusson, 1879
- Les Monuments de l’ancien Cambodge classés par provinces, 1879
- Les Monuments de Samarkand de l’époque des Timourides, 1891